# Красногорлый турач
Красногорлый турач (лат. Pternistis afer) — вид птиц из семейства фазановых (Phasianidae).

## Описание
Красногорлый турач длиной 25—38 см. В целом оперение тёмное, верхняя часть тела бурого, а нижняя — чёрного цвета с серыми и белыми полосами. Клюв, большей частью оголённая кожа лица, а также затылок и ноги светло-красного цвета.

## Распространение
Как и большинство турачей, вид распространён только в Африке. Он обитает в Центральной Африке и вдоль восточного побережья Танзании.

## Образ жизни
Красногорлый турач — это бдительная птица, которая всегда ищет защиту в высокой растительности. Он осмеливается искать пищу также на открытой территории, например на пашне, только если поблизости имеется густой кустарник или чаща. Гнездо — это голая ямка на земле в высокой траве или густом кустарнике. Самка кладёт 3—9 яиц.